# Stenus virginiae
Stenus virginiae är en skalbaggsart som beskrevs av Thomas Casey. Stenus virginiae ingår i släktet Stenus och familjen kortvingar. Inga underarter finns listade i Catalogue of Life.